# Malarina monteithi
Malarina monteithi är en spindelart som beskrevs av Davies och Christine Lynette Lambkin 2000. Malarina monteithi ingår i släktet Malarina och familjen Amphinectidae.
Artens utbredningsområde är Queensland. Inga underarter finns listade i Catalogue of Life.